# Egnahemsbolaget
Egnahemsbolaget, formellt Göteborgs Egnahems AB, ingår i Förvaltnings AB Framtiden, helägt av Göteborgs kommun. Egnahemsbolaget utvecklar bostäder i form av hus med äganderätt (småhus) och bostadsrätter "i områden 
som har en ensidig upplåtelseform". Bolaget har även en förvaltningsverksamhet. Tidigare bestod verksamheten även av konsultverksamhet. 

## Historia - Egnahemsrörelsen
Vid 1800-talets slut började trångboddheten bli ett stort problem i de svenska städerna. Industrialiseringen innebar att stora delar av befolkningen flyttade från landsbygden till städerna. Vid den här tiden var bostadsbyggande ingen angelägenhet för samhället, utan folk var helt enkelt hänvisade till sin egen förmåga. År 1899 tillsatte Kungl. Maj:t en kommitté för att utreda möjligheterna för hur statliga insatser skulle kunna öka bostadsbyggandet, genom "beredande af tillfälle för mindre bemedlade arbetare att förvärfa sig egna hem." Som ett resultat av kommitténs arbete bildas 1904 Statens Egnahemslånefond. Fonden innebar en möjlighet för folk att ta lån för att bygga hem på icke stadsplanelagd mark i anslutning till städerna. Lånet var maximerat till 5 000 kronor. Resultatet blev uppförandet av 12 000 egnahem, med hjälp av statligt stöd, under de följande 25 åren.
På 1910-talet började kommunerna delta och stödja Egnahemsrörelsen genom att tillhandahålla mark. Rörelsen uppmuntrade mindre bemedlade personer – till en början jordbrukare, småbrukare och lägre tjänsteman – att skaffa sig egen eller förbättrad bostad i form av ett Egnahem. Rörelsen förändrade också synen på stadens möjligheter, vilken tidigare till stor del betraktades som mörk och osund. Trädgårdsstäder, koloniträdgårdar och storgårdskvarter dyker upp som nya effekter och rörelsen kom också med svar på de försörjningsproblem som uppkommit i både städer och landsbygd efter den stora folkökningen under 1800-talet.

### Egnahemsrörelsen i Göteborg

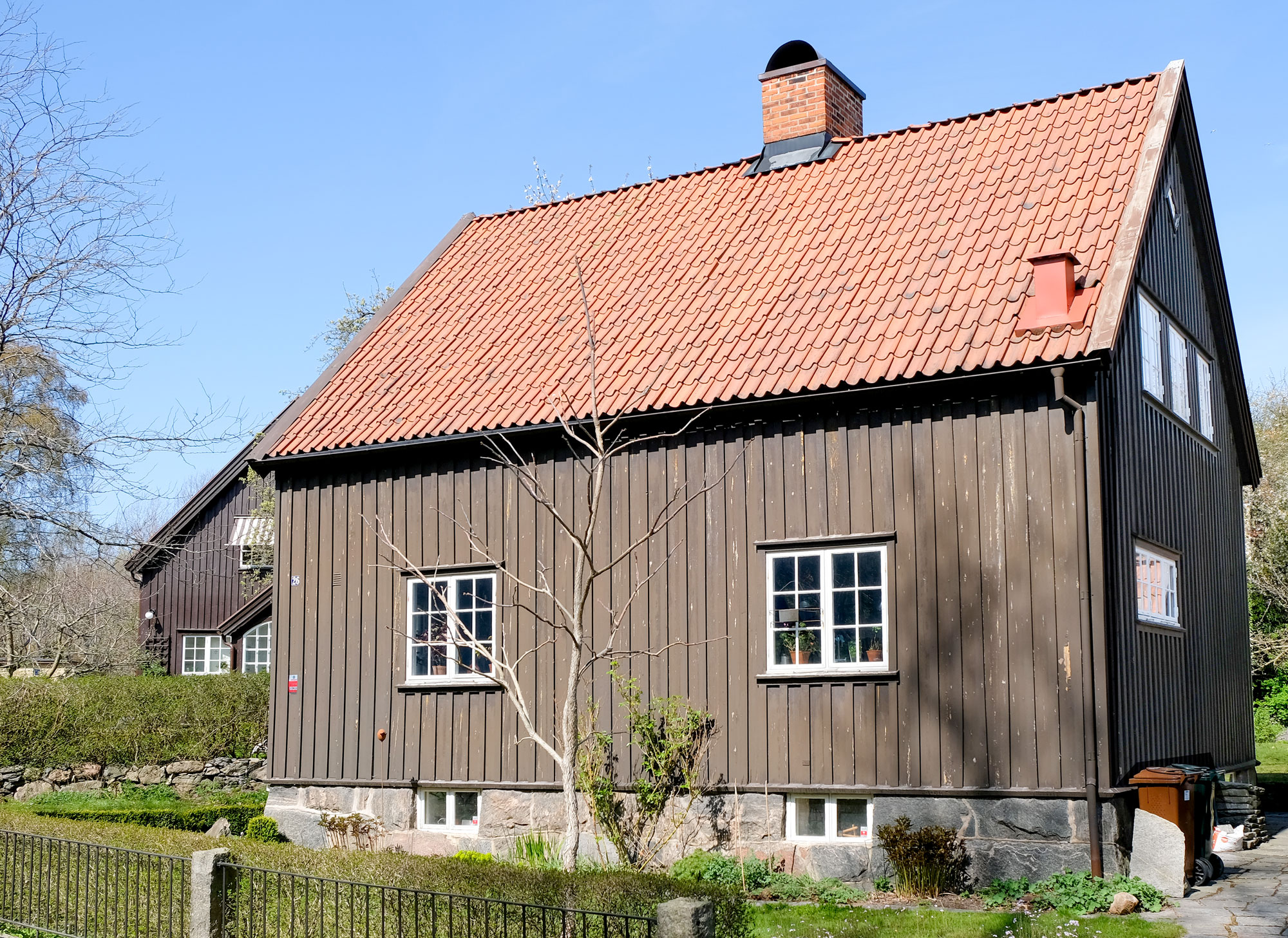
Bostadshus i Landala Egnahem

Handlanden Johan August Hertz i Göteborg väckte 1901 en motion i Göteborgs stadsfullmäktige med syftet att tillhandahålla billig tomtmark åt självbyggare och därmed underlätta byggandet av egnahem. En följd blev att Göteborgs Stad bildade en egnahemsnämnd. 1914 började Landala Egnahem att uppföras. Det var paraplyfabrikanten och tobakshandlaren Geron Olsson, ordförande i Göteborgs egnahemsförening, som gav impulsen till stadens styrande att anlägga ett egnahemsområde uppe på Landalas bergsplatå. De kommande åren uppfördes flera egnahem runt om i Göteborg. Större områden uppfördes bland annat i Kungsladugård och Bagaregården. Det bildades egnahemsföreningar runt om i Göteborg.
Ett kommunalt engagemang i byggandet av egnahem dröjde i Göteborg. I Stockholm började Stockholms Stad att engagera sig i frågan på 1920-talet där fastighetsdirektören Axel Dahlberg var en ivrig förespråkare för utbyggnaden av småhus i Stockholms trädgårdsstäder. Han var klart influerad av 1930 års Stockholmsutställning med dess nya bostadsidéer och han hade ett tydligt bostadssocialt engagemang. I Stockholm utvecklades en modell där staden erbjöd tomträtter och prefabricerade typhus som monterades på plats. Egnahemsbyggarna stod för arbetsinsatsen för att minska kostnaderna med stöd av en kommunal byrå vars inspektörer följde arbetet och gav råd. Denna modell kom att införas även i Göteborg efter att Göteborgs stadsfullmäktiges ordförande Malte Jacobsson besökt Stockholms egnahemsverksamhet och sedan drivit frågan i Göteborg.

### Småstugebyrån

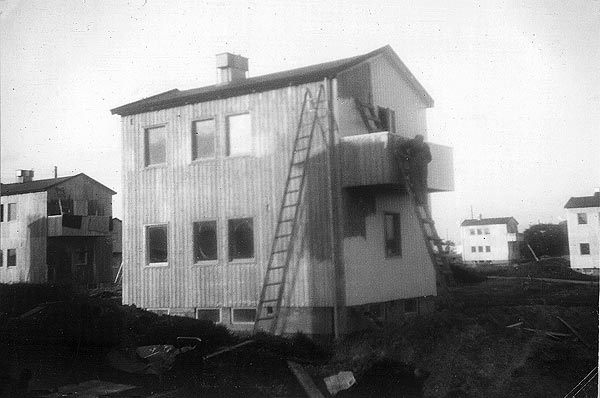
Bräcke 1934

Småstugebyrån bildades 1933 i Göteborg. Bostadsbristen var på den här tiden stor, och många familjer bodde väldigt trångt. Småstugebyrån gjorde det möjligt för låginkomsttagare att bygga hus även i Göteborg. Folk fick hjälp med materialinköp, ritningar och rådgivning för självbyggeri, vilket fortfarande var standard vid den här tiden. Byggtekniken var standardiserad och rationaliserad vad gällde innehåll, utseende och byggnadsmetod. Genom att bebygga stora områden med samma tillvägagångssätt gjorde man det möjligt för den obemedlade familjen att kunna få egen bostad. 
Två år senare stod det första området som Småstugebyrån byggde klart i Bräcke. Husen blev snabbt omtalade och blev ett lyckat experiment, vilket fick till följd att under de kommande åren byggdes nya områden i intilliggande Pölsebo samt Utby och Fräntorp. Områden byggdes även i Tolered, Kungsladugård (Skytteskogen) och Kålltorp på 1940-talet. Det rörde sig både om friliggande hus och radhus.
1943 bytte Småstugebyrån namn till Göteborgs Stads Egnahemsbyrå. Under 1940- och 50-talet minskade intresset för självbyggeri avsevärt, vilket får till följd att man nu istället börjar producera och sälja fullt färdiga bostäder. Under 1950-talet kom det allmänna välståndet, med ett allt mer industriellt byggande, att skjuta självbyggeriet helt åt sidan. På 1950-talet byggde Egnahemsbyrån nya områden i bland annat Kortedala, Järnbrott och Björkekärr.
Under 1950-talet genomförde Egnahemsbyrån flera projekt med experimentbostäder. Bland annat uppfördes olika hustyper vid Skillnadsgatan i Göteborg tillsammans med Erik Friberger. Egnahemsbyrån utvecklade även Nivis-huset som kom att spridas över hela Sverige genom AB Svenska Trähus. 1958 arrangerades tillsammans med Hem i Sverige och Ulla Molin en boutställning med fyra experimenthus i Utby. De fyra atriumhusen på Backegårdsgatan var tänkta att kunna anpassas efterhand som en familj växte och ritades av Yngve Lundquist.

### Egnahemsbolaget

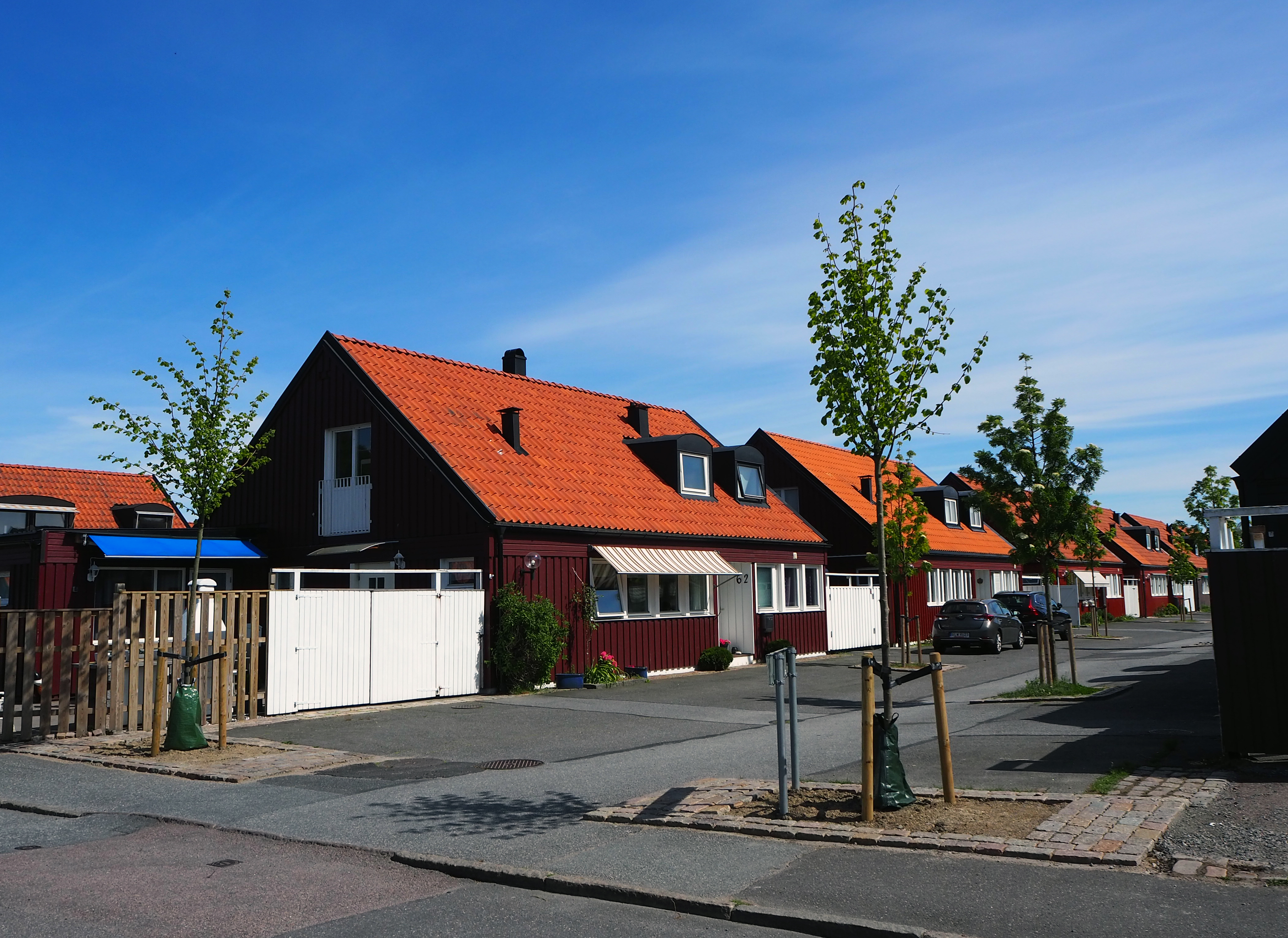
Åkered var det första av flera stora radhus- och kedjehusområde som uppfördes under 1960- och 1970-talet.

Vid mitten av 1960-talet flyttas Egnahemsbyråns verksamhet över i det nybildade kommunala bolaget Göteborgs Stads Egnahems Aktiebolag - Egnahemsbolaget. Kommunens expandering i väster och i norr förändrade byggandet, med stora bostadsområden som resultat. Åkered var det första av flera stora radhus- och kedjehusområde som uppfördes under 1960- och 1970-talet. Åkereds arkitektur av Lars Ågren med flera på GAKO blev stilbildande för efterföljande projekt med snedtak och fönsterkupor. Ett annat stort område var Bratthammar i Tynnered som byggdes i fem etapper. Egnahemsbolaget byggde även radhus i Hammarkullen och Bergsjön.
1979 byggdes Egnahemsbolaget delar av Lövgärdets villastad som del i en boutställning som arrangerades i samband med IFHP:s kongress i Göteborg. På 1980-talet byggdes nya områden på Hisingen, bland annat i Torslanda och Backatorp. Egnahemsbolaget engagerades också i renoveringen och därmed räddningen av bostadshus på Lindholmen. På 1990-talet började Egnahemsbolaget även att bygga flerbostadshus med ett tidigt projekt i Fullmånen i Kortedala som stod klart 1993. 
Ett stort utbyggnadsområde var Gerrebacka som byggdes ut i flera etapper samt det närliggande Fagerdal. I Torslanda byggdes flera mindre områden och husgrupper, bland annat i Andalen. Sveriges första område med energieffektiva passivhus byggdes av bolaget 2001 i Västra Lindås, strax söder om Göteborg.
Under 2000-talet har Egnahemsbolaget genomfört flera projekt i Gårdsten och andra miljonprogramsområden. Företaget har definierat sin målgrupp som förstagångsköpare i miljonprogramsområden. Uppdraget är att utveckla, bygga och sälja bostäder i områden som domineras av hyresrätt.  Egnahemsbolaget har även byggt i Bergsjön och Hammarkullen.
Egnahemsbolaget deltog i BoStad2021 med projekt i bland annat Bergsjön och Gårdsten.
Verksamheten innefattar småhusområden, friköpta hus och bostadsrätter.

## Verksamhet idag
Egnahemsbolaget ingår idag i Förvaltnings AB Framtiden, som ägs i sin helhet av Göteborgs Stad. Verksamheten bygger och säljer  bostäder med äganderätt eller bostadsrätt samt projekt- och byggledning på konsultbasis. Sammanlagt har bolaget byggt fler än 10 000 bostäder mellan 1933 och 2022.

## Bostadsområden
Bostadsområden byggda av Egnahemsbolaget.
| 1935 - Bräcke - Fräntorp - Utby - Pölsebo | 1940 - Pölsebo - Tolered - Utby | 1945 - Utby - Fjällbo - Kyrkbyn - Kungsladugård - Kålltorp - Björkekärr - Vidkärr | 1950 - Kyrkbyn - Tolered - Fjällbo - Kvillebäcken - Järnbrott - Skillnadsgatan | 1955 - Kyrkbyn - Järnbrott - Kortedala | 1960 - Kvillebäcken - Kannebäck - Kamgatan - Åkered                                                                                       |
| 1965 - Åkered - Åkergärdet - Gråskärsgatan - Hammarkullen - Gärdsås | 1970 - Björnekulla - Bergsjön - Hammarkroken - Bratthammar - Fredagstomten - Fiskebäck - Bua Västergård - Gärdsås | 1980 - Bratthammar - Grimmereds By - Bua Knalle - Lövgärdets Villastad - Berglärkan - Tuve kyrkby - Gunnestorp - Bigården | 1985 - Torslanda Bur - Backa - Titteridammshöjden - Torslanda Österöd - Västra Backa röd - Backatorp - Glommen - Gullringe Gård - Kvillebäcken | 1990 - Gunnestorp - Säve Kyrkby - Svarta Havet - Fjordholmen - Brf Annehöjd - Backatorp - Järnbrottsgatan - Långströmsgatan - Kråkerön - Älvåsbacken - Storås - Lindhultsgatan - Lindholmen | 1995 - Önnereds Äng - Bolleskärsgatan - Brf Hagen Säve - Skogens Gård - Brunstorp Säve - Ängen Säve - Fullmånen - Sävekullen - Lindholmen |
| 2000 - Gunnesgärde - Lundby Kyrkby - Lillebydalen - Toredammen - Fagerdal - Hammarkullen - Spåntorget Sanne - S:t Jörgens Äng - Kofferdalen - Gerrebacka Gård - Lindås Park | 2005 - Skogaberg - Gerrebacka Skog - S:t Jörgens Äng - Östra Änghagen - Korsåsgatan - Kvibergs Ås - Sannegårdshamnen - Storås Ängar - Skyttepaviljongen - Brf Björkhöjden - Åkereds Skolväg - Torskog - Salviaterrassen | 2010 - Bottnevägen - Båtsman Långsgata - Gunnareds Kyrkby - Lyse Ängar - Fågelro - Ramnebacken - Västra Eriksberg - Saliviadalen - Brf Dalgången - Lilla Aröd - Aröds Äng - Brf Renströmska - Brf Ekvatorn - Elinsberg - Ängås - Brf Ängås - Kryddhyllan - Brf Prisma - Mellbyhöjd - Brf Mellbyhöjd - Brf Brännö Utkiken - Brf Byabacken | 2015 - Källehöjden, Hisings Backa - Brf Årstiden, Kortedala Torg - Brf Arenaläktaren, Kviberg - Brf Lergöken, Västra Frölunda - Brf Kyrktornet, Kyrkbytorget - Brf Trädgårdsmästeriet, Olofstorp - Brf Prästgården, Olofstorp - Brf Herrgårdsvägen, Hovås - Torpagatan, Björkekärr - Brf Lansen, Torslanda | | |

### Fotnoter
1. ↑  https://www.egnahemsbolaget.se/wp-content/uploads/2022/03/Arsredovisning_2021_slutlig_version_utskrift_220209_LR1-3.pdf
2. 1 2  https://www.egnahemsbolaget.se/wp-content/uploads/2021/03/EGNAHEM_AR_2020_210210_slutlig-1.pdf
3. 1 2 3 4 5  Brink et al 2022
4. ↑  Södra Ängby, trädgårdsstad i funkis, sida 155
5. ↑  Känner du Lindholmen : en stadsdel som har mycket att berätta / [Petter Bergström, Lolo Jakobsson, Birgitta Holmdahl].
6. ↑  http://bostad2021.se/projekt/
7. ↑  Egnahemsbolaget: Hjärtat i Göteborg sedan 1933, publicerad av Egnahemsbolaget under jubileumsåret 2013, s. 16f

### Webbkällor
- Egnahemsbolagets webbplats